# Campeonato Sudamericano Femenino de Clubes de Básquetbol de 2012
El Campeonato Sudamericano Femenino de Clubes del 2012 fue la decimosexta edición de esta competencia, decimoséptima de una competencia internacional entre clubes de baloncesto en Sudamérica y segunda tras la reanudación, además de segunda gestionada por FIBA Américas.
En esta edición, el equipo brasilero Americana logró su primer título en la competencia, al vencer al elenco brasileño de Ourinhos en la final 82 a 67.

## Equipos participantes
| País             | Equipo                  | Vía de clasificación |
| ---------------- | ----------------------- | --- |
| Argentina 1 cupo | Lanús                   | Campeón de la Liga Nacional de Básquet Femenino 2011                                                                                     |
| Brasil 2 cupos   | Americana Ourinhos      | Campeón del Campeonato Brasileiro de Basquete Femenino 2011 Campeón del Campeonato Sudamericano Femenino de Clubes de Básquetbol de 2009 |
| Chile 1 cupo     | Santiago                | |
| Colombia 1 cupo  | Universidad de Medellín | |
| Ecuador 1 cupo   | U.T.E.                  | Liga Ecuatoriana de Baloncesto Femenino 2011                                                                                             |
| Perú 1 cupo      | Regatas Lima            | Campeón Liga Metropolitana |
| Uruguay 1 cupo   | Malvín                  | |

## Modo de disputa
El torneo estuvo dividido en un hexagonal, y los play-offs.

## Segunda fase, campeonato

### Quinto puesto
| 5 de mayo, 15:00 (UTC -5) | Club Regatas Lima | 61–73   | Club Malvín | Quito                                 |  |
|                           |                   |         |             |                                       |  |
|                           |                   | Reporte |             | Pabellón: Coliseo Julio César Hidalgo |  |

### Tercer puesto
| 5 de mayo, 17:00 (UTC -5) | Club Atlético Lanús | 84–88   | Universidad Tecnológica Equinoccial | Quito                                 |  |
|                           |                     |         |                                     |                                       |  |
|                           |                     | Reporte |                                     | Pabellón: Coliseo Julio César Hidalgo |  |

### Final
| 5 de mayo, 19:00 (UTC -5) | Americana | 82–67   | Ourinhos | Quito                                 |  |
|                           |           |         |          |                                       |  |
|                           |           | Reporte |          | Pabellón: Coliseo Julio César Hidalgo |  |

Americana

Campeón

Primer título